# Октябрь (Ярославская область)
Октя́брь — посёлок в Некоузском районе Ярославской области России. 
В рамках организации местного самоуправления является центром Октябрьского сельского поселения, в рамках административно-территориального устройства — центром Октябрьского сельского округа.
Образован в 1949 году. История посёлка неразрывно связана с Мокеиха-Зыбинским торфопредприятием, для проживания работников которого он и создавался. Неофициально посёлок именуется Мокеиха Первая или Мокеиха-1 (в 15 километрах к северу находится село Мокеиха — неофициально Мокеиха Вторая или Мокеиха-2). В 1957—1995 годах Октябрь относился к посёлкам городского типа.

## География
Расположен в 150 км к западу от Ярославля и в 41 км к западу от райцентра, села Новый Некоуз.
С запада к Октябрю примыкает посёлок Пищалкино Сонковского района Тверской области со станцией Пищалкино железной дороги Бологое — Рыбинск.

## Население
| 1959 | 1970  | 1979  | 1989  | 2007  | 2010  |
| ---- | ----- | ----- | ----- | ----- | ----- |
| 3126 | ↗3367 | ↘3254 | ↘3174 | ↘1634 | ↘1347 |

Население на 1 января 2007 года — 1634 человека.
Согласно результатам переписи 2002 года, в национальной структуре населения русские составляли 97 % из 1693 жителей.

## История
Строительство посёлка

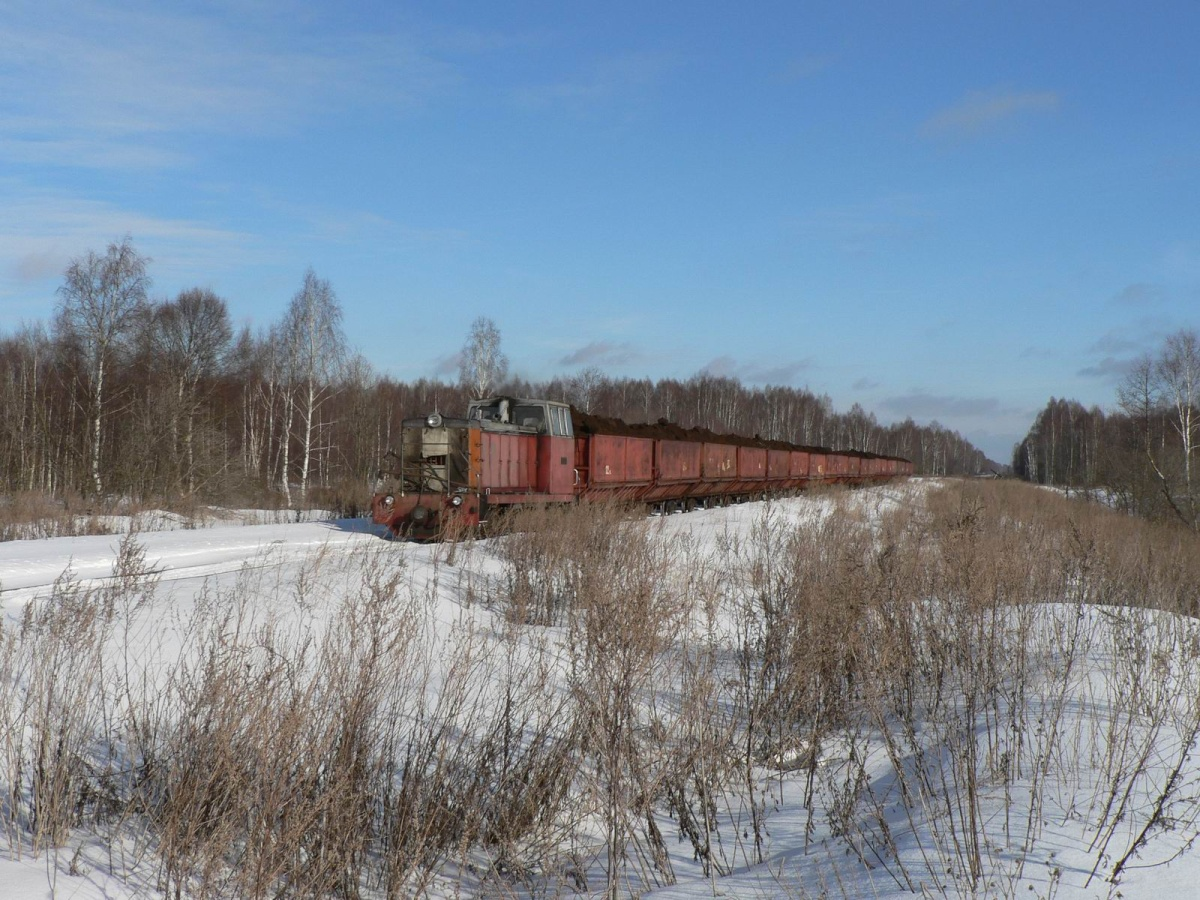
ОАО «Мокеиха-Зыбинское» торфопредприятие

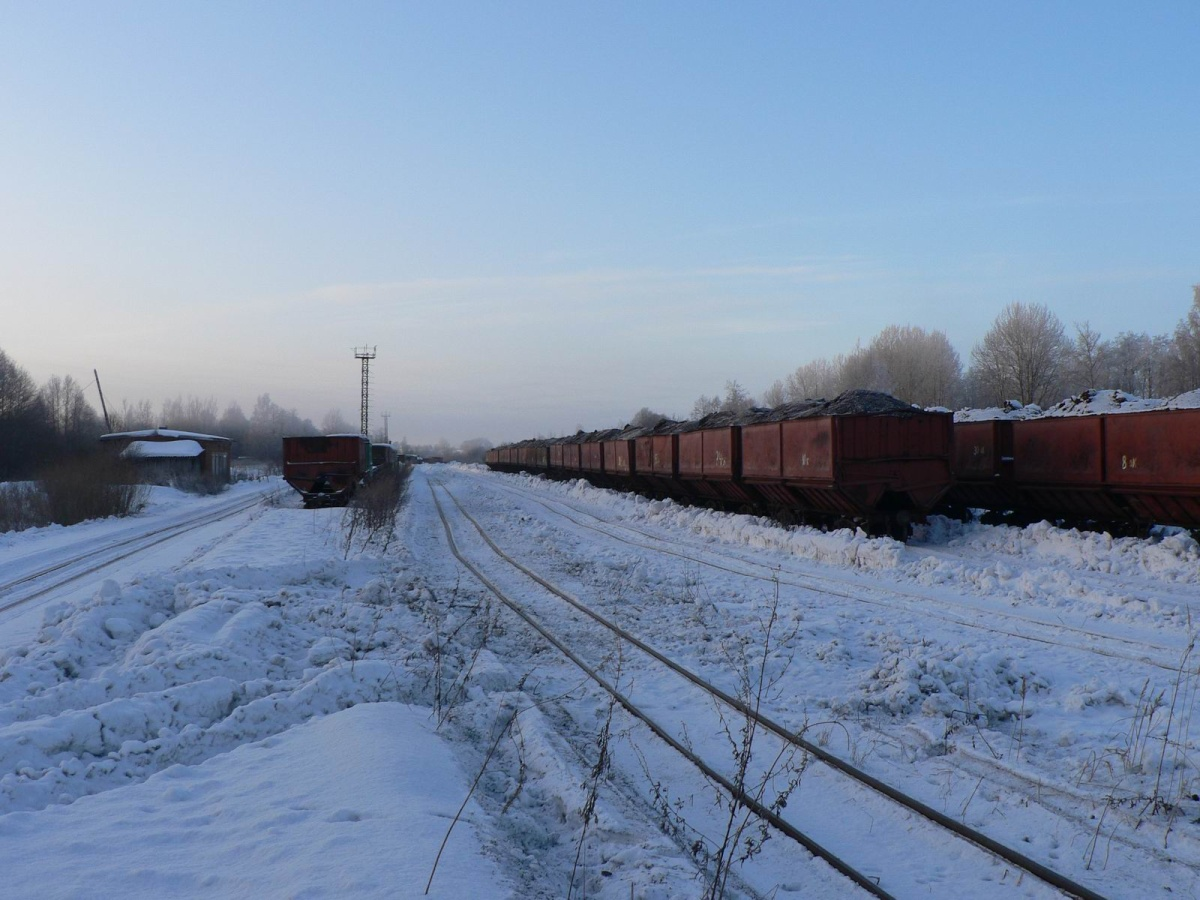
Станция Техническая, пос. Октябрь

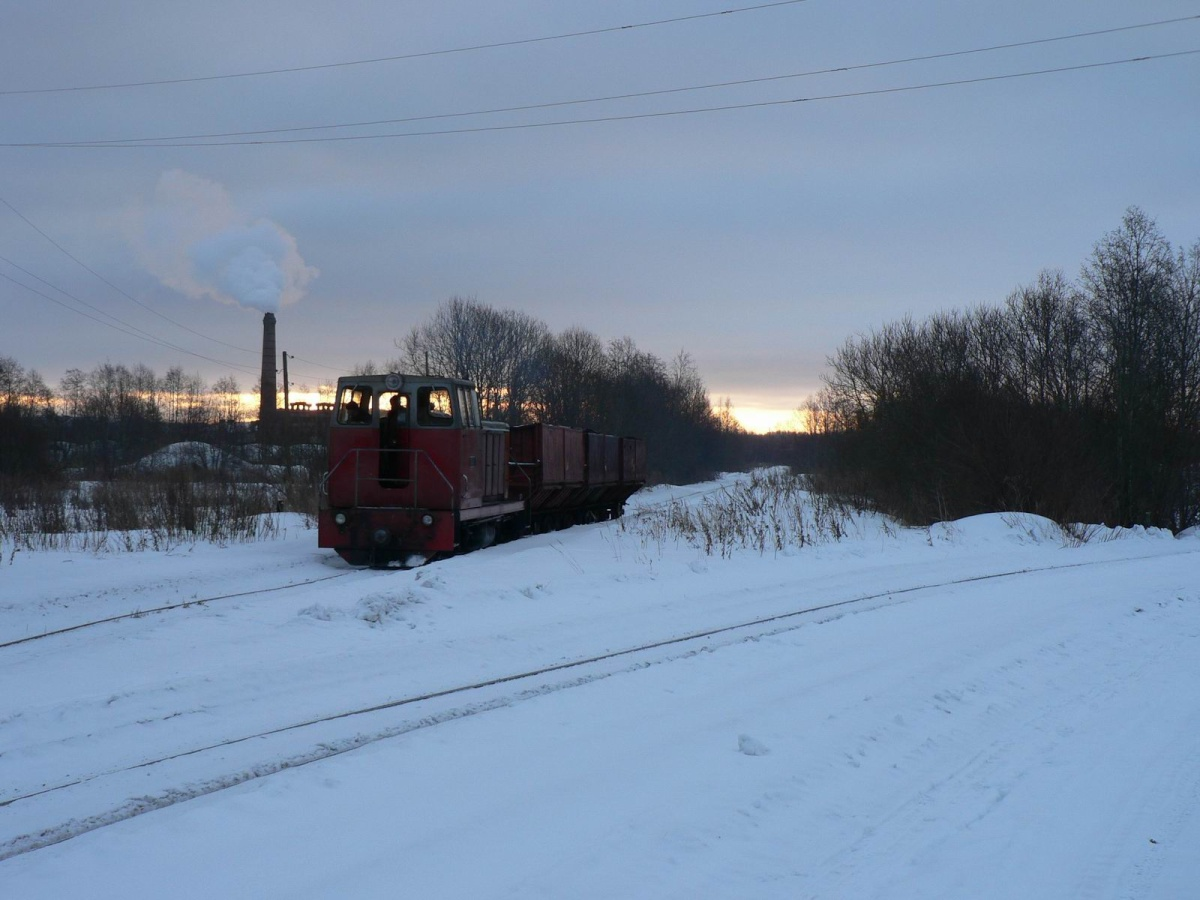
ТУ7А-3333 следует с порожними вагонами от котельной, пос. Октябрь

Отчуждение земель под строительство посёлка и подготовку площадей под добычу торфа началось в 1947 году. По первоначальному генеральному плану должны были построить пять предприятий. Посёлок Мокеиха I — планировалось построить на возвышенном месте в 5 километрах от станции Пищалкино в районе деревни Дуброво.
В 1948 году приступили к строительству дороги от станции к месту будущего посёлка. Но в 1949 году эти работы были прекращены, так как принято решение строить посёлок хоть и в болотистой низине, но зато рядом со станцией, что давало значительную экономию средств и во время строительства и во время дальнейшей работы торфопредприятия. На этом месте сейчас и находится посёлок Октябрь.
В 1949 году началось строительство посёлка. Начало поступать оборудование, трактора, автомобили, получено два экскаватора. Но экскаваторы, изготовленные в те годы были малопроизводительные. Первым директором заказчиком был Рафф Константин Иванович, а первым начальником строительного управления Ляпигов Леонид Васильевич.
С поступлением оборудования с районов вербовки стали прибывать рабочие. Первоначально рабочих приходилось расселять по деревням: Пищалкино, Корнеиха, Печище, Суетка, Парфёново, Рагулиха, Задорье, Горка, Запрудье, Новоселье, Дуброво, Новинки, Соловцы, Зайцево, Шолдомеж, Рудейха, Горшково, Федосеиха, Добрыни, Дельки. Численность рабочих стройуправления доходила до двух тысяч человек.
1949 год был трудным годом для успешного ведения строительных работ. Первая трудность — это бездорожье. Рабочим приходилось к месту работы из деревень ходить пешком. Создавались огромные трудности по обеспечению рабочих продуктами питания. Все грузы и стройматериалы поступали на станцию Пищалкино, а от станции перевозились на тракторах к месту строительства. Автомобилями перевозки грузов в основном производились в жаркий летний период и зимой. А остальное время простаивали или работали автоприцепом. Большие трудности создавались из-за отсутствия электроэнергии, а также отсутствия ремонтных мастерских.
Для преодоления некоторых трудностей наскоро были построены: кузница, которая находилась в рубленой избушке, установлен токарный станок в небольшой сараюшке. Токарный станок приводился в движение от мотоциклетного двигателя. Распиловка леса производилась пилорамой и вручную. Пилорама пускалась в работу через ремённую передачу от колеса автомобиля ЗИС-50. Автомобиль устанавливался на клетке, вывешивался, ремень одевался на колесо автомобиля и колесо пилорамы. Автомобиль запускался, включались передачи и пилорама приводилась в движение. В 1949 году было построено три деревянных барака.
Первый 12-квартирный дом был построен в июне 1950 года. В 1951—1952 годах стал вырисовываться посёлок. Появились первые названия улиц: Ленина, Советская, Комсомольская, Техническая. Были смонтированы две электрические паровые установки, которые вырабатывали электроэнергию. Вдоль улиц копались кюветные канавы (вручную), строились деревянные тротуары. Первоначально все учреждения посёлка находились в районе эстакады: столовая, почта, общежитие и др.
В 1957 году территория торфопредприятия из состава Сонковского района Калининской области была переведена в Ярославскую область, населённый пункт получил статус рабочего посёлка и своё наименование — в честь 40-летия Великого Октября.
К этому времени на первой улице посёлка Великого Октября было уже шесть домов. Затем названы были улицы: Советская, Техническая, Строительная, Транспортная, Комсомольская, Садовая, Мира, Пионерская, Мичуринская, Октябрьская, Кирпичная и другие. Улицу Транспортную первоначально называли Запрудная, но после того, как на ней был выстроен вокзал её переименовали.
В новый посёлок стало приезжать всё больше и больше людей — рабочие везли с собой свои семьи, поселялись в посёлке «всерьёз и надолго». Встал вопрос о строительстве детского сада. И его стали строить в 1951 году, а сдали в 1953 году. Сначала было всего две группы. Первыми воспитателями были Клементьева Анна Васильевна, Румянцева Людмила Александровна. С первых дней открытия детского сада его заведующей в течение долгих лет работала Лисица Ирина Михайловна.
Современное состояние
В 1957 году населённый пункт Мокеиха Зыбинского торфопредприятия получил статус посёлка городского типа и наименование рабочий посёлок Октябрь. В 1995 году он был отнесён к сельским населённым пунктам как посёлок.
В 2008 году находящееся в посёлке Октябрь Мокеиха-Зыбинское торфопредприятие является одним из крупнейших в России по объёму добычи торфа и одним из немногих торфопредприятий, поставляющих топливный торф для электростанций. Жители посёлка работают на торфопредприятии, в том числе и на принадлежащей ему узкоколейной железной дороге, имеющей двухпутный участок длиной 15 километров.